# Psilocistella nympharum
Psilocistella nympharum är en svampart som först beskrevs av Josef Velenovský, och fick sitt nu gällande namn av Svrcek 1985. Psilocistella nympharum ingår i släktet Psilocistella och familjen Hyaloscyphaceae.   Inga underarter finns listade i Catalogue of Life.